# Стадіо Луїджі Ферраріс
«Стадіо Луїджі Ферраріс» (італ. Stadio Luigi Ferraris) — багатоцільовий стадіон у Генуї, Італія, домашня арена футбольних клубів «Дженоа» та «Сампдорія».
Стадіон побудований та відкритий у 1911 році. У 1989 та 2015 роках був відремонтований та реконструйований.
У 1933 році стадіон отримав ім'я капітана ФК «Дженоа» та героя Першої світової війни Луїджі Ферраріса. У 2016 році міська рада Генуї передала стадіон у власність Фонду Луїджі Ферраріса.